# Neo Geo CD
O  Neo Geo CD (ネオジオ, Neo Jio Shī Dī) é um console de videogame lançado na Tokyo Toy Show em 1994. O console usa a mesma configuração de CPU que os sistemas Neo Geo baseados em cartucho, e arcades, facilitando conversões. A SNK planejava lançar versões de Neo Geo CD para cada jogo Neo Geo ainda em uso em arcades.
Devido ao alto preço do Neo Geo AES, a SNK resolve lançar um modelo mais barato, já que o console de cartucho era extremamente caro, e seus jogos também (um bom jogo custava cerca de $300, o preço de lançamento do Neo Geo CD), a solução foi usar o CD no lugar do cartucho. Nasceu então, em 1994, o Neo Geo CD, que não devia nada em potência ao Neo Geo original, e tinha um som melhorado, devido ao sistema de cd, seus jogos também eram bem mais baratos, devido ao uso do CD, que custava em média 5 vezes menos do que os cartuchos utilizados no Neo Geo, o console lia também CD´s de música.

## Versões do Neo Geo CD

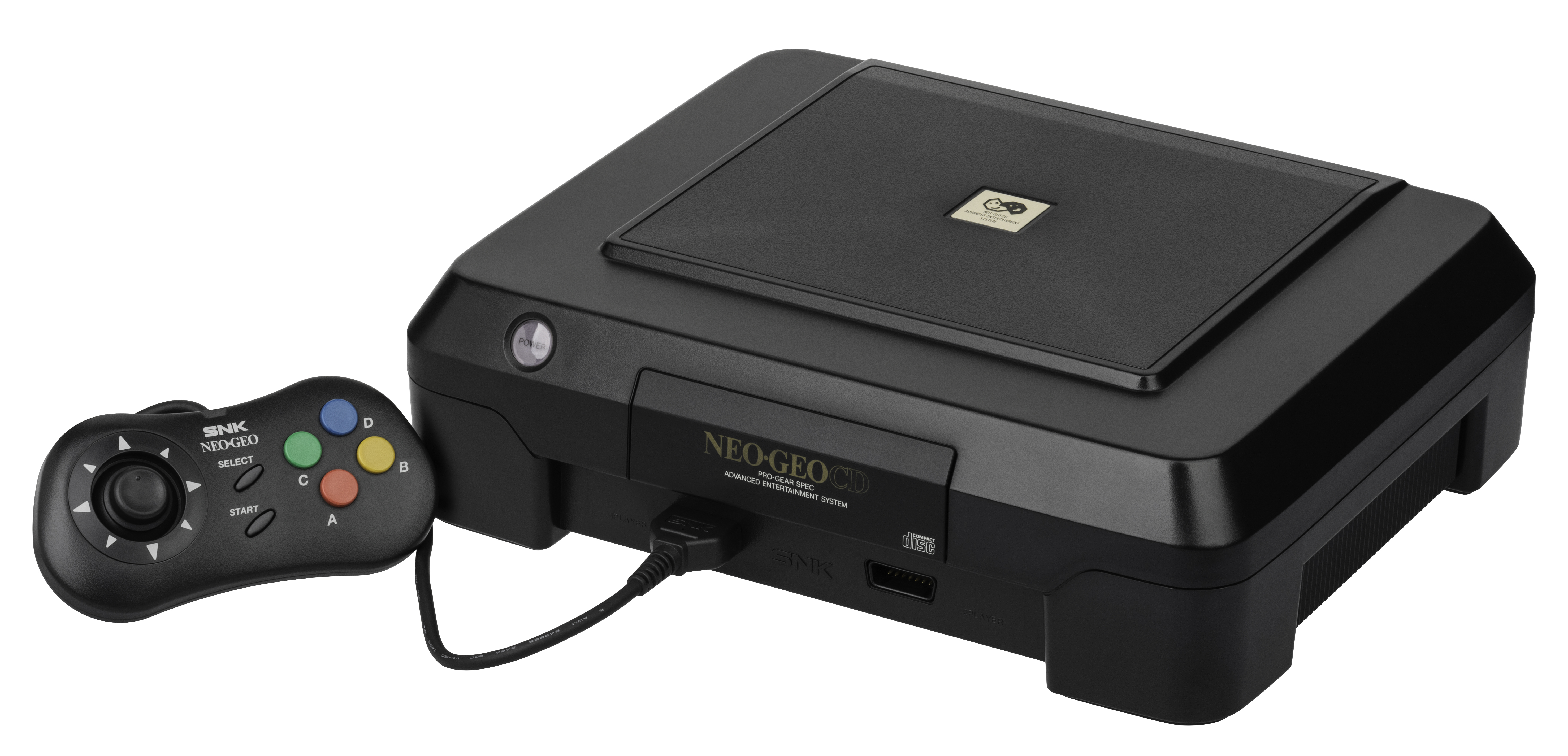
Primeira versão do Neo Geo CD com drive de CD de gaveta, lançado apenas no Japão.

A primeira versão lançada foi o Neo Geo CD de gaveta, que saiu apenas no mercado japonês. Hoje em dia é um console bastante difícil de encontrar, pois teve sua fabricação limitada em 25.000 mil unidades.
Logo depois, devido ao alto custo de produção do modelo de gaveta, foi lançado o modelo de tampa, com as mesmas especificações técnicas do anterior. Neste modelo, o CD era posto na parte superior do console, formato conhecido como top-loading. Esta versão do Neo Geo CD foi lançada em tudo o mundo e se tornou a mais conhecida e popular.

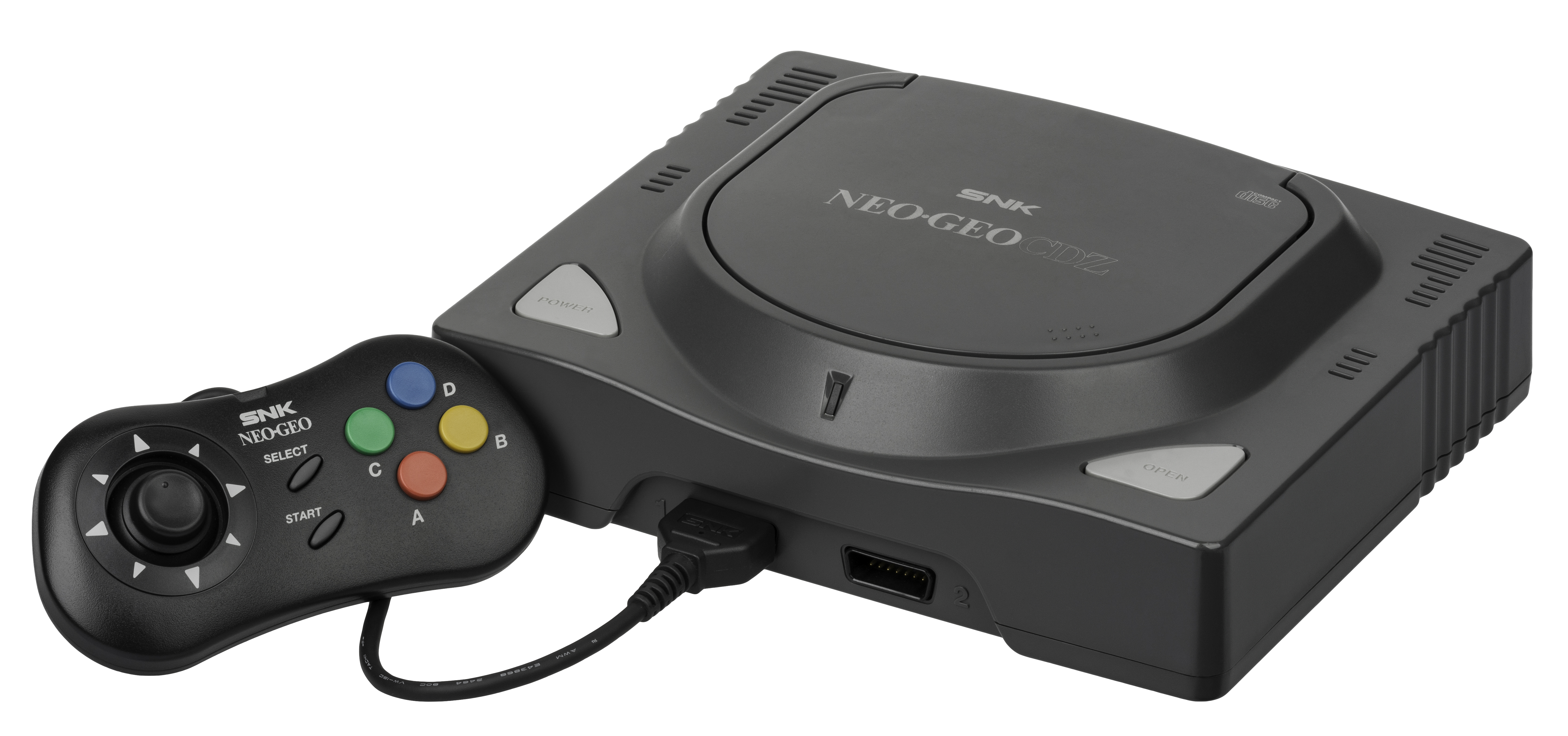
Terceira versão chamada de CDZ, possuía tempo de carregamento mais rápido, também lançado apenas no Japão.

Apesar de tudo, o Neo Geo CD tinha um grave problema. Devido ao seu drive de CD de 1X de velocidade, os jogos eram carregados muito lentamente, o que tornava o gameplay uma tarefa de muita paciência diversas vezes. Para tentar solucionar isso, a SNK lançou em 1995 o Neo Geo CDZ. Lançado somente no Japão, este aparelho de fato tem o carregamento mais rápido dos jogos, graças ao drive de dupla velocidade, reduzindo a duração de cada loading. Mas o mercado já estava dominado pelo PlayStation e Sega Saturn, mais modernos, com carregamento mais rápido e mais popularizados, além do Nintendo 64, lançado no final de 1996.
Nessa época, o Neo Geo já estava em declínio com um hardware ultrapassado, juntamente com o alto preço das versões de cartucho, a lentidão da versão CD e a pouca popularidade do CDZ (devido ao seu alto custo), o que tornou o Neo Geo um fracasso comercial. No entanto sua lista de jogos era ótima, com conversões perfeitas do arcade. O Neo Geo possui um grande número de fãs até hoje.

### Projeto Cancelado
A princípio, o plano da SNK seria lançar um adaptador de CD para o Neo Geo AES, mas o projeto foi abandonado uma vez que a versão de cartucho não tinha sido projetada para receber tal adaptador. Já que o projeto foi cancelado, a SNK opta por lançar um novo console, o Neo Geo CD.

## Especificações técnicas

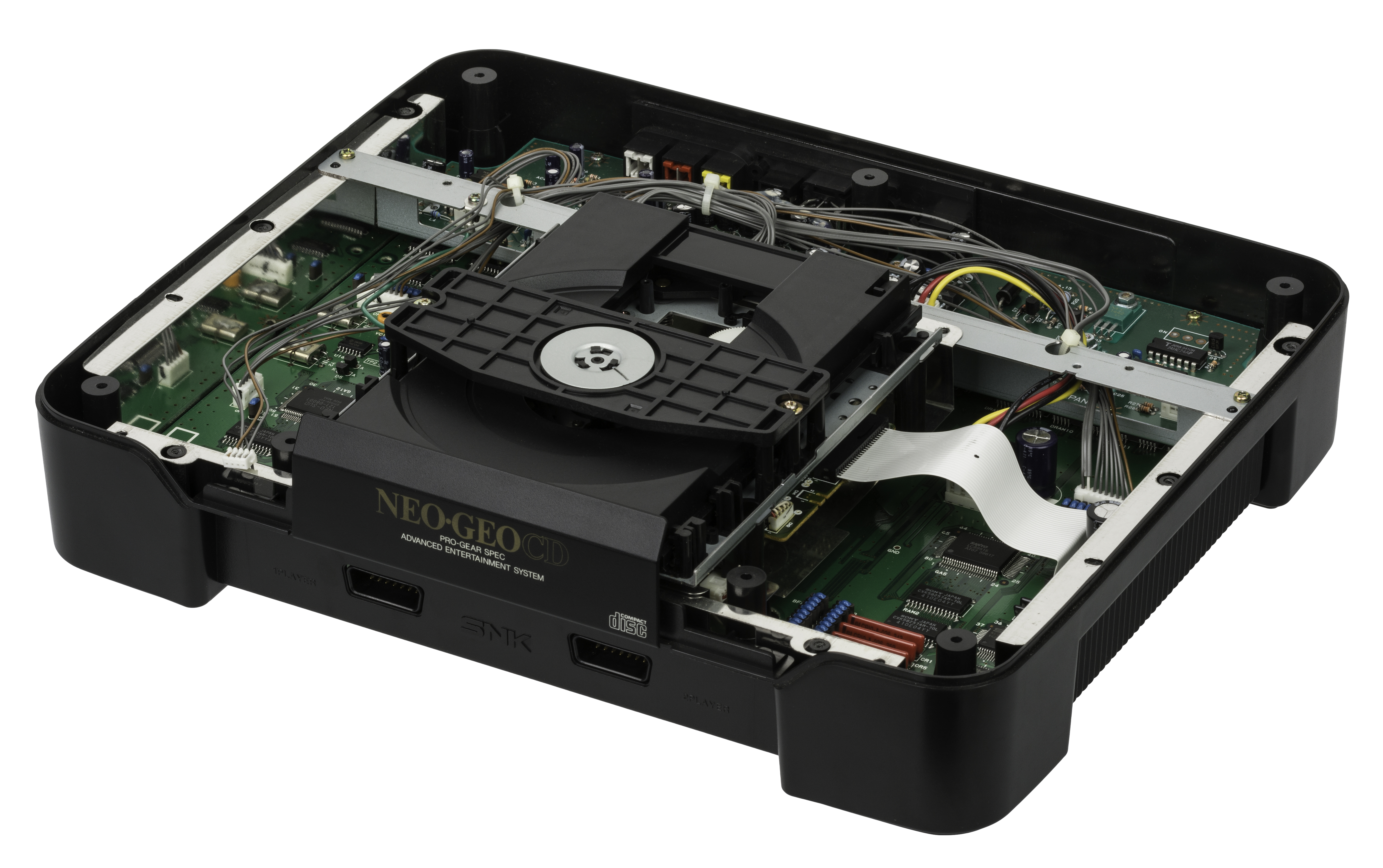
Hardware do Neo geo CD.

O hardware do Neo Geo CD era extremamente poderoso para a era dos 16-Bits, e consiste de:
- CPU: Motorola 68000 de 16-Bits rodando a 12Mhz com um chip Zilog Z80 de 4Mhz. Ela pode fazer 4.096 cores na tela e 380 sprites de uma só vez com 3 planos ao mesmo tempo.
- Som: Chip de som Stereo Yamaha com 13 canais.
- Memória: 7Mb DRAM, 512K VRAM e 64K SRAM.
- Resolução: 320 x 224
- Paleta de cores: 65,536 cores
- RAM interna: 56 Mbits
- CD: Drive de 1x que também reproduz CD de áudio.

## Jogos

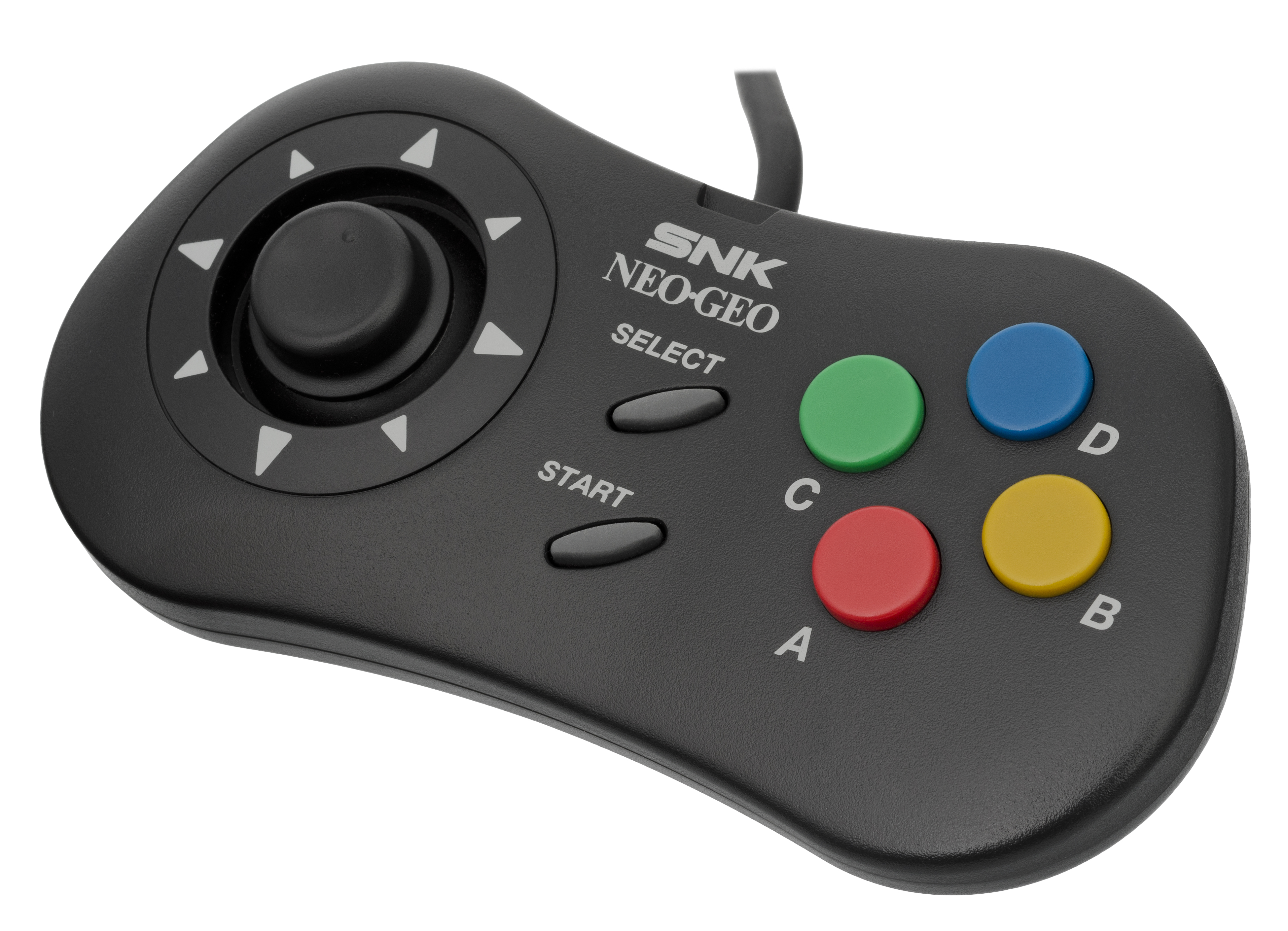
Controle do Neo Geo CD.

O Neo Geo CD, apesar de não ter sido um sucesso de vendas, tinha uma biblioteca de jogos invejável para a época, com conversões quase perfeitas (devendo apenas nos tempos de carregamento demorados) das versões de arcade , devido ao Neo-Geo ter a maior memoria ram dentre todos os consoles da época, e teve uma longevidade incrível se comparada às vendas, pois jogos continuavam a sair, principalmente para a versão de cartucho por um bom tempo, grande parte produzida para a MVS, a placa de arcade da SNK.

## Emulação
Por ser uma arquitetura simples, diversos emuladores existentes facilitam a execução de jogos de Neo Geo CD em computadores (como Nebula, Neoraine32, Final Burn Alpha).